# Leuchtseehecht
Der Leuchtseehecht (Steindachneria argentea) ist ein 30 Zentimeter lang werdender Meeresfisch aus der Ordnung der Dorschartigen (Gadiformes). Er kommt in Tiefen von 180 bis 400 Metern im tropischen westlichen Atlantik, von der Küste Floridas und dem Golf von Mexiko bis an die Küste Venezuelas vor.

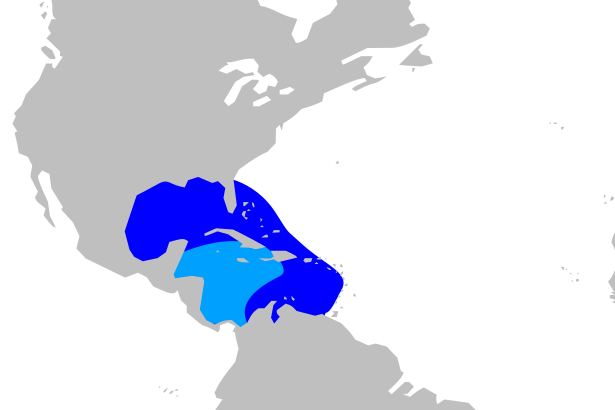
Hauptverbreitungsgebiet (dunkelblau),
sporadisches Vorkommen (hellblau)

## Merkmale
Steindachneria argentea hat einen langgestreckten, seitlich abgeflachten und hinten zugespitzten Körper ohne Schwanzflosse. Seine Farbe ist silbrig, die Oberseite etwas bräunlich, unten purpurn schimmernd. Seine lange Afterflosse wird von 123 bis 125 Flossenstrahlen gestützt. Die Rückenflosse ist geteilt, die erste ist kurz und hoch und hat einen einzelnen Stachelstrahl, die zweite ist niedrig und lang. Die Bauchflossen, deren erste Strahlen verlängert sind, befinden sich weit vorne unterhalb der Brustflossen. Anus und Geschlechtsöffnung sind getrennt, der Anus befindet sich weit vorne zwischen den Bauchflossen, die Geschlechtsöffnung vor dem Beginn der Afterflosse. Bei den Larven befindet sich der Anus noch kurz vor der Afterflosse und wandert im Laufe der Entwicklung nach vorne. An den Kopfseiten und auf der Bauchseite, ringförmig um den Anus, befinden sich Leuchtorgane. Pylorusschläuche fehlen.

## Systematik
Die systematische Einordnung der Art ist umstritten. Der amerikanische Ichthyologe Joseph S. Nelson ordnet sie als einzige Art der Unterfamilie Steindachneriinae den Seehechten (Merlucciidae) zu. Der japanische Ichthyologe Hiromitsu Endo stellt die Art in eine monotypische Familie, die die Schwestergruppe der ebenfalls schwanzflossenlosen  Grenadiere (Macrouridae) sein soll.